# Distrito 9
District 9 (bra/prt: Distrito 9) é um filme de suspense e ficção científica lançado em 2009, dirigido por Neill Blomkamp.
Escrito por Blomkamp e Terri Tatchell, e produzido por Peter Jackson e Carolynne Cunningham. Copley desempenha o papel de Wikus van de Merwe,[carece de fontes?] um burocrata Afrikaner atribuído a deslocalizar uma raça de criaturas extraterrestres inesperadamente presa na Terra, depreciativamente chamada "camarões", do Distrito 9, uma favela militar guardado em Joanesburgo, África do Sul, para um campo de refugiados fora da cidade. O filme foi indicado a quatro Óscars em 2010, incluindo Melhor Filme, Melhor Roteiro Adaptado, Melhores Efeitos Visuais e Melhor Edição.
A história, adaptada do Alive in Joburg, um curta de 2005 dirigido por Blomkamp e produzido por Copley, gira sobre os temas da xenofobia e da segregação social. O título e a premissa de District 9 foram inspiradas pelos acontecimentos que tiveram lugar no District Six, na Cidade do Cabo, durante o apartheid. O filme foi produzido por US$ 30 milhões e filmado em Chiawelo, Soweto, apresentando entrevistas fictícias, noticiários e vídeo de câmeras de vigilância em um formato de pseudodocumentário. Uma campanha de marketing viral começou em 2008, na San Diego Comic-Con, enquanto o trailer surgiu em Julho de 2009. Lançado pela TriStar Pictures, o filme abriu a aclamação da crítica em 14 de agosto de 2009, na América do Norte, e faturou US$ 37 milhões em seu fim de semana de estréia.

## Enredo
Em março de 1982, uma grande nave-mãe alienígena chega à Terra, pairando imóvel acima de Joanesburgo, África do Sul. Os relatórios sugerem que a nave ficou encalhada após um módulo de comando separado dela ter caído na Terra. Depois de três meses, uma equipe entra na nave e descobre um grupo de mais de um milhão de extraterrestres artrópodes, como aparentemente não têm líder, são, então, refugiados na Terra. Os aliens, depreciativamente designados de "camarões", ficam confinados em um campo do governo dentro de Joanesburgo chamado Distrito 9. O acampamento fica protegido com uma presença massiva da polícia e logo se transforma em uma favela.
Na primeira década do século XXI, o governo Sul-Africano contrata a Multinational United (MNU), uma empresa privada militar sob a direcção do seu CEO, Dirk Michaels, para realocar 1.800.000 de aliens para o novo Distrito 10. Em 2010, Wikus van de Merwe (Sharlto Copley), um jovem empregado da MNU, é nomeado por Piet Smit, um executivo da MNU, para liderar a mudança com o serviço de ordens de despejo.

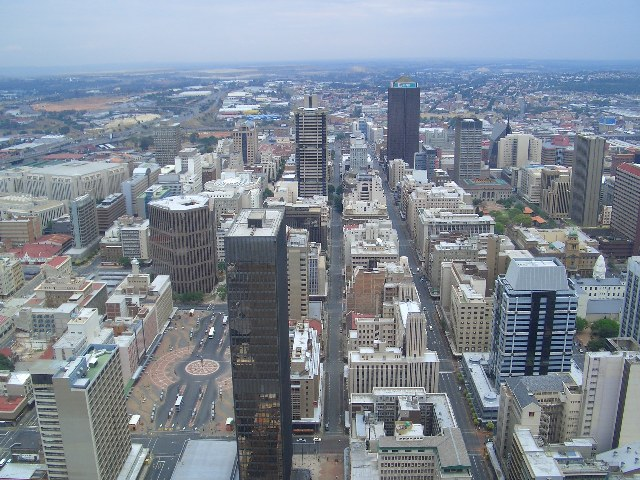
Joanesburgo, África do Sul, local onde se passa a história do filme.

Entretanto, três alienígenas, Christopher Johnson (Jason Cope), seu filho e um amigo, buscam uma tecnologia alienígena para destilar um fluido misterioso, armazenando-o em uma vasilha pequena. Mais tarde, ao invadir o barraco do amigo de Christopher, Wikus descobre e apreende o recipiente, acidentalmente acionando algumas pulverizações do líquido em seu rosto. O amigo de Christopher quebra o braço esquerdo de Wikus e, como ele tenta fugir, é posteriormente morto por Koobus Venter, um soldado líder da operação da MNU.
Wikus mais tarde começa a se sentir mal, com um líquido preto saindo de seu nariz e unhas caindo. Naquela noite, ele desmaia e é levado para um hospital. Lá, percebe que seu antebraço esquerdo se transformou em um braço alienígena. Ele é imediatamente tomado em custódia pela MNU, onde se descobriu que ele tinha a capacidade operar armamento alienígena, devido à mutação do seu DNA. Os cientistas da MNU decidem a vivissecção de Wikus, mas ele domina e escapa de seus captores. Smit conta mentiras para a imprensa, afirmando que Wikus está infectado com uma exótica doença sexualmente transmissível e altamente contagiosa. Ele também envia Venter e seus homens para capturá-lo.
Agora um fugitivo, Wikus encontra refúgio no Distrito 9 e, eventualmente, busca a ajuda de Christopher. Christopher revela a Wikus que a vasilha que foi pulverizada em seu rosto o permitiria reativar a nave-mãe adormecida. Ele também revela o módulo de comando perdido, oculto sob o seu barraco, e concorda em ajudar Wikus se ele recuperar o recipiente da MNU. Wikus aceita sua oferta e tenta comprar armas da quadrilha local formada por nigerianos. Lá, ele é capturado e trazido perante o líder da quadrilha, Obesandjo (Eugene Khumbanyiwa), que procura ganhar a capacidade para operar armas alienígenas que Wikus adquiriu com a mutação. Wikus consegue pegar uma arma alienígena e fugir com armas escondidas.
Wikus e Christopher invadem os escritórios da MNU e recuperam com êxito o recipiente, fugindo de volta para o Distrito 9, com as forças do MNU em sua perseguição. Christopher diz a Wikus que ele terá de procurar a ajuda de outros alienígenas antes de curá-lo, o que levaria três anos. Enfurecido, Wikus bate em Christopher, o que o deixa inconsciente, e entra no módulo de comando. Logo após a decolagem, o módulo é atingido por um míssil MNU, causando a colisão. Venter e seus homens tomam Wikus e Christopher como prisioneiros. Enquanto eles tentam sair do Distrito 9, a quadrilha de Obesandjo faz uma emboscada e, depois de um tiroteio intenso, Wikus é levado para Obesandjo.
A partir do módulo de comando abatido, o filho de Christopher ativa a nave-mãe e um exoesqueleto mecânico alienígena localizado no acampamento de Obesandjo, que ele usa para matar Obesandjo e seus homens. Enquanto isso, Venter captura Christopher, enquanto Wikus toma o controle do traje de combate. Inicialmente, ele foge, mas depois volta atrás e resgata Christopher. Os dois brigam em seu caminho para o módulo de comando, onde Christopher promete a Wikus que ele vai voltar para curá-lo em três anos. Christopher ativa um raio da nave-mãe que levita o módulo de comando na direção da nave. Wikus, em seguida, consegue matar todos os soldados da MNU, exceto Venter. Feridos, Wikus rasteja para fora do traje de batalha agora destruído. Venter se prepara para matá-lo, porém vários alienígenas furiosos atacam e desmembram Venter. A nave-mãe deixa a Terra, enquanto os residentes de Joanesburgo comemoram sua partida.
Uma série de entrevistas e noticiários são mostrados, com as pessoas teorizando sobre o paradeiro de Wikus e se Christopher voltaria para retaliar os humanos. Os experimentos ilegais da MNU sobre os alienígenas são expostos, assim como a mudança dos alienígenas para o  Distrito 10 é feita. A esposa de Wikus, Tania, revela ter encontrado uma flor de metal em sua porta, o que lhe dá esperança de que seu marido ainda esteja vivo. O filme termina em um campo aberto, onde Wikus, agora um completo alienígena, é visto fazendo uma flor de metal.

## Elenco principal

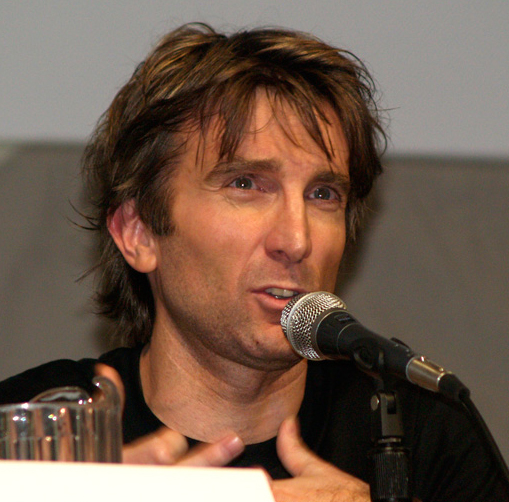
Copley promove o filme na San Diego Comic-Con em Julho de 2009.

- Sharlto Copley......Wikus van der Merwe
- David James......Coronel Koobus
- Jason Cope......Alienígena Christopher Johnson
- Louis Minnaar......Piet Smit
- Eugene Khumbanyiwa......Obesandjo, paralítico chefe criminoso nigeriano
- Vanessa Haywood......Tania Van De Merwe, esposa de Wikus
- Marian Hooman......Sandra Van De Merwe, mãe de Wikus